# Aphelopsia annulicornis
Aphelopsia annulicornis är en stekelart som beskrevs av Marsh 1993. Aphelopsia annulicornis ingår i släktet Aphelopsia och familjen bracksteklar. Inga underarter finns listade i Catalogue of Life.